# Santaloides luzoniense
Santaloides luzoniense là một loài thực vật có hoa trong họ Connaraceae. Loài này được (Merr.) G. Schellenb. miêu tả khoa học đầu tiên năm 1938.